# Accordina
Een accordina is een blaasinstrument met een doorslaande tong dat in de jaren 1930 door André Borel werd ontwikkeld. Net als een mondharmonica wordt de accordina met de mond aangeblazen, maar het instrument wordt bespeeld door middel van knoppen, zoals een knopaccordeon.
Hoewel Borel het instrument in de jaren 1930 ontwikkelde en in de jaren 1940 patenteerde, duurde het tot de jaren 1950 voordat het instrument werd geproduceerd. Het is nooit een echt succes geworden en in de jaren 1970 stopte de productie weer.
Tegenwoordig worden er weer in kleine oplage accordina’s geproduceerd, onder anderen door Marcel Dreux.